# Melanocorypha
Melanocorypha är ett släkte i familjen lärkor inom ordningen tättingar. Släktet omfattar fem arter som förekommer från södra Europa och Nordafrika till Tibet och Mongoliet:
- Asiatisk kalanderlärka (M. bimaculata)
- Mongollärka (M. mongolica)
- Tibetlärka (M. maxima)
- Svartlärka (M. yeltoniensis)
- Kalanderlärka (M. calandra)

Tidigare placerades vitvingad lärka (Alauda leucoptera) i Melanocorypha, men genetiska studier visar att den snarare står nära sånglärkan.